# Vítejte v Malé Africe
Vítejte v Malé Africe (v originále Black Mic-Mac) je francouzský hraný film z roku 1986, který režíroval Thomas Gilou. Snímek měl světovou premiéru dne 23. dubna 1986.

## Děj
Michel Le Gorgues je zdravotní preventista, který musí nechat vystěhovat pět set afrických imigrantů z nehygienického squatu . Ti se poté rozhodnou složit se na to, aby přivedli afrického čaroděje, který dokáže ovlivnit rozhodnutí úředníka. V letadle do Paříže využije mladý Afričan situace, aby se vydával za něj vydával.

## Obsazení
| Jacques Villeret      | Michel Le Gorgues |
| Isaach de Bankolé     | Lemmy             |
| Félicité Wouassi      | Anisette          |
| Daniel Russo          | Rabuteau          |
| Khoudia Seye          | Amina             |
| Cheik Doukouré        | Mamadou           |
| Jean-Claude Bouillaud | Bidault           |
| Lydia Ewandé          | Aïda              |
| Philippe Laudenbach   | Boyer             |
| Pascal Légitimus      | člen CRS          |
| Sidy Lamine Diarra    | Ali Sisy          |
| Mohamed Camara        | Samba             |
| Pierre Belot          | ředitel           |
| Sotigui Kouyaté       | čaroděj           |
| Rémi Laurent          | Chabert           |
| Franck-Olivier Bonnet | policista         |

## Ocenění
- César: nejslibnější herec (Isaach de Bankolé), nominace v kategorii nejlepší filmový debut